# Orvieto
Orvieto (latinski: Urbs Vetus - gornji grad) je grad i sjedište biskupije u talijanskoj pokrajini Terni u regiji Umbria od 20 909 stanovnika

## Zemljopisne karakteristike
Orvieto se smjestio na vrhu usamljenog stjenovitog brda, kod ušća rijeke Paglia i Chiani, udaljen oko 72 km jugozapadno od regionalnog centra Perugie i oko 130 km sjeverno od Rima. 

## Povijest
Orvieto je izrasao u grad iz etruščanskog naselja, kojeg su Rimljani pred kraj svoje vladavine nazvali Urbs Vetus 
Za ranog srednjeg vijeka postao je prijestolnica jedne od langobarskih kneževina, pa nakon toga toskanske grofovije. Od 12. stoljeća Orvieto je samostalna komuna.
Nakon brojnih sukoba unutar samog grada i ratova sa susjednim gradovima - Orvieto je 1448. anektiran u Papinsku Državu.

## Znamenitosti
Najveća znamenitost Orvieta je njegova romaničko-gotička katedrala Santa Maria Assunta čija je gradnja započela 1290. u čast Čuda iz Bolsene (nedalekog gradića).
Tamo se po legendi 1263. za vrijeme euharistije dogodilo da je po hostiji počela kapati krv.
Naročito je impresivna trodijelna polikromna mramorna fasada. Unutrašnjost katedrale bogato je dekorirana radovima brojnih srednjovjekovnih kipara i slikara (freske u Cappella Nuova rad Luke Signorellija i Fra Angelica. Brojne skulpture iz 16. stoljeća krase katedralu, koja je dovršena 1580.
Orvieto ima brojne građevine i palače iz 13. stoljeća, među kojima se ističu; Biskupska palača, Palazzo del Popolo i Palazzo dei Papi, u kojoj se danas gradski muzej s brojnim umjetničkim djelima,  i zbirka artefakata iz obližnje etruščanskog nekropole Volsinii. 
Svojom arhitekturom se ističu i crkve San Andrea (11. – 12. st. ) i San Domenico (1233. – 1264.), stara tvrđava iz 1364., čiji je park danas javni, u kojem se nalazi 53 m duboki bunar Pozzo di San Patrizio (građen 1527. – 1540. po nalogu pape Klementa VII.) koji se danas više ne koristi, ali je velika atrakcija.
Orvieto je 1970. pogodila katastrofa, slijeganje tla i odroni zemlje, pa su nakon tog poduzete opsježne mjere na državnoj razini za konsolidaciju tla i temelja zgrada.

## Gospodarstvo i promet
Orvieto je središte poljoprivrednog kraja poznat po svojim bijelim vinima. Grad je poznat po svojim zanatskim proizvodima od metala i keramika i čipki.
Orvieto je povezan s Rimom cestama i željeznicom a i s Firencom preko Arezza.

## Gradovi prijatelji
- Betlehem
- Givors, Francuska
- Maebashi, Japan
- Aiken, SAD
- Seinäjoki, Finska
- Kercem, Malta
- Avignon, Francuska

## Vanjske poveznice
|  | Zajednički poslužitelj ima još gradiva o temi Orvieto |

- Službene stranice grada  Arhivirana inačica izvorne stranice od 14. svibnja 2011. (Wayback Machine) (tal.)
- Orvieto na portalu Encyclopædia Britannica